# Eli Araman
Eli Araman (* 1934; † 11. Januar 2021) war ein ägyptischer Basketballspieler und -trainer.

## Leben
Araman nahm 1959 mit der Mannschaft der Vereinigten Arabischen Republik an der Basketball-Weltmeisterschaft teil und erzielte in vier Turnierspielen im Durchschnitt 5,5 Punkte je Begegnung. 1962 kam er nach Hamburg. Er war in den 1960er Jahren Trainer beim Hamburger Basketball-Verband sowie auf Vereinsebene beim USC Paloma. 1968 wechselte Araman wie die gesamte Basketballabteilung des USC Paloma zum SV St. Georg von 1895. Im Spieljahr 1969/70 stieg die von ihm als Trainer betreute Herrenmannschaft St. Georgs in die Basketball-Bundesliga auf. Nach einem Jahr stieg er mit der Mannschaft wieder aus der höchsten bundesdeutschen Liga ab, Araman betreute St. Georg fortan in der Regionalliga. Während des Basketballturniers bei den Olympischen Sommerspielen 1972 in München war er als Teil des offiziellen Stabes in die statistische Erfassung der Spiele eingebunden.
Im Spieljahr 1973/74 führte er die Damen des Hamburger SV in die Endkämpfe um die Deutsche Meisterschaft gegen Göttingen 05. Im ersten Spiel gab es ein 65:65-Unentschieden, in der zweiten Begegnung unterlag man jedoch und war somit Vizemeister. In der Folgesaison 1974/75 ereilte ihn mit dem HSV der Bundesliga-Abstieg. Von 1973 bis 1976 trainierte er neben seinen Aufgaben als HSV-Trainer die Herrenmannschaft des SC Rist Wedel, danach war er Trainer des VfL Pinneberg in der 2. Bundesliga. Unter der Leitung des als temperamentvoll beschriebenen Araman zog der VfL 1979 in die Bundesliga-Aufstiegsrunde ein und wurde dort Vierter. Zudem war er Mitte der 1970er Jahre für den Deutschen Basketball-Bund tätig und betreute unter anderem bei der Europameisterschaft 1974 die bundesdeutsche Damen-Nationalmannschaft als Trainer. Ab 1980 war er Trainer der Damen des Ahrensburger TSV, die er 1983 zum Aufstieg in die 2. Bundesliga führte. In der Saison 1984/85 erreichte Ahrensburg unter Aramans Leitung das Viertelfinale im DBB-Pokal sowie die Aufstiegsrunde zur Bundesliga. Hernach endete seine Amtszeit in Ahrensburg. Später in den 1980er und in den 1990er Jahren war er Trainer beim SV Lurup. Zu Beginn der 2000er Jahre war Araman Jugendtrainer bei der BG Hamburg West. Beruflich war Araman bei einer Bank tätig.